# Leonid Andrejev
Leonid Nikolajevič Andrejev (rus. Леонид Николаевич Андреев, Orel, Rusija, 9. ožujka 1871. – 12. rujna 1919.) je bio ruski književnik koji je vodio ekspresionistički pokret u nacionalnoj literaturi. Bio je aktivan između revolucije 1905. i komunističke revolucije koja je na kraju izbacila carsku vladu.
Rođen u Orelskoj oblasti u Rusiji, Andrejev je isprva studirao pravo u Moskvi, ali je zapostavio pravnu praksu da bi se bavio književnom karijerom. Svoju prvu kratku priču "U magli" izdao je 1902. Tokom revolucije 1905., pritvorio ga je Maksim Gorki. Njegovo najpoznatije djelo na zapadu je "Priča o sedmorici obješenih", objavljena 1908. 
Među njegova najpoznatija djela temeljena na religiji spadaju simbolističke drame "Crveni smijeh", "Juda Iskariotski" i "Anafema". Andrejevljeva reputacija u Rusiji je izbjedjela ubrzo nakon njegove smrti. "Poor Murder", adaptacija njegove kratke priče "Stvoren mislima", bila je otvorena na Broadwayu 1976.
Vjenčao se s groficom Vielhorskom, nećakinjom Tarasa Ševčenka. Imali su sina pjesnika i mistika Danjila Andrejeva, autora "Roza Mira".